# ローラーコースター
ローラーコースター (英: roller coaster) は、遊園地に設置されているアトラクションの一種で、絶叫マシン（スリル・ライド）等と呼ばれる種類の乗り物の一つ。
日本ではジェットコースター（和製英語：jet coaster）と呼ばれることも多い。これはジェット噴射するように加速していくことからきた呼称だが、実際にはジェットエンジンなどは使われていない。かつて後楽園ゆうえんち（現：東京ドームシティアトラクションズ）に存在したアトラクションの名に由来する。
ローラーコースターの乗客は、急勾配や角度の付いたカーブするレールの上を高速で駆け抜け、時には一回転して天地逆転するスリルを味わいながら一周することでこの遊具を楽しむ。
日本語では一般的にスーパースライダーと呼ばれる遊具の一種には、アルパインコースター（アルペンコースター）やマウンテンコースターと呼ばれる線路を持つタイプが存在し、これらもローラーコースターの一種として区分される。
線路を持たないすべり台のローラースライダーのことを指してローラーコースターと呼ぶ人もいる。

## 仕組み
ローラーコースターでは、乗客がいる列車自体に基本的に動力などは存在せず、一般的にはチェーンリフトによってレールの最高到達点まで車両を巻き上げ、ここから下りの傾斜を走らせることで位置エネルギーを運動エネルギーに転換して速度をつける。そして、ある程度下ったら再び傾斜を駆け上がらせて運動エネルギーを位置エネルギーへと転換する。この間、運動エネルギーは摩擦や空気抵抗などの要素によって減衰しているため、第二の山以降では頂上が徐々に低い位置におかれる。この動作を繰り返すことでローラーコースターは進んで行き、最後に車両に取り付けられた金属板をレールに設置されたブレーキパッドで挟んで摩擦を起こし、運動エネルギーを主に熱エネルギーとして放出して停止させる。
最近では、チェーンではなくフライホイールやリニアモーター、圧縮空気等を用いて、スタート時や走行中に運動エネルギーを適宜追加する方式がよく見られる。この方法により、カタパルトで射出されるような加速感や、従来型では加速しない区間での加速による意外性などが演出され、さらにチェーン方式では実現できないような設置場所の重力加速度を超えた加速度を加えることも可能である。また、チェーン方式ではコースターの速度を上げるにはかなり大がかりな巻き上げが必要で、土地や建設コストもかなり膨大になってしまう。その点でもリニアモーターなどの方式は有利である。ブレーキシステムに関しても、電磁石や永久磁石を用いて渦電流を発生させる非接触式のものを導入し、滑らかな減速・停止ができるほか、ブレーキ作動時の騒音を大幅に減少できるようになった。
ローラーコースターのコースには山なりや谷底および左右のカーブがあり、カーブ区間では乗客に遠心力がかかる。ローラーコースターのスペックとして、乗客にかかる遠心力と重力の合力はG（重力加速度）を基準にその何倍かで表されることがある。この力の変化がローラーコースターの醍醐味の一つであり、高さや速度に加えてその乗り心地の評価などに用いられることがある。しかし、乗客にかかる力は身体への負担となるため、クロソイド曲線などの緩和曲線を用いて強い力がかかる時間を短縮したり、カント（レールの傾き）を付けて乗客の横方向にかかる遠心力を縦方向に分散したりして、乗客にかかる力の影響を調整し、身体への負担を軽減している。
日本では、1959年（昭和34年）からローラーコースターが建築基準法の「工作物」として扱われるようになり、法律や省令に基づいて安全基準や定期点検などが実施されている。「工作物」すなわち建物と同じように扱われ、乗り物として扱われていないのは、乗客の乗車地点と降車地点が同じであり、乗車と降車の地点が異なる一般的な乗り物とは用途が違うからと考えられている。
ローラーコースターを応用したものとして、車両側に駆動装置をもたない点に着目し、道路上などに緩やかな傾斜のレールを設けて新交通システムとして活用する「エコライド」の研究が、2006年（平成18年）度から2009年（平成21年）度まで新エネルギー・産業技術総合開発機構 (NEDO) で、2009年（平成21年）度から2010年（平成22年）度まで経済産業省の委託事業として行われている。

## 歴史

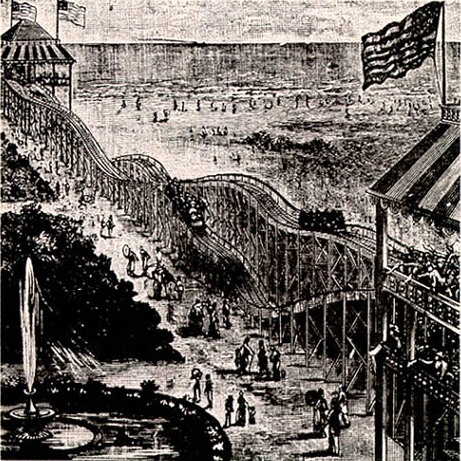
トンプソンの木製ローラーコースター

ローラーコースターの起源としては諸説あり、ロシアで木製のやぐらに板をわたして氷のはった斜面を作ったり、16世紀の帝政ロシア時代に行われたそりでこぶの有る山を滑り降りた氷滑りの遊びから発展し、17世紀に開発された人工の山からソリや車輪で滑り降りる遊具「ロシアの山」や、19世紀フランスで木製の軌道にカートをはめ込んで滑り降りるもの、1870年に建設されたアメリカ・ペンシルベニア州のマウチ・チャンク（en）にて山頂への登り降りに用いた鉱山鉄道で石炭用トロッコに人を有料で乗せ滑り降りたものが挙げられる。
現在のローラーコースターの基となったのは、マウチ・チャンクの鉱山鉄道からヒントを得てラ・マーカス・A・トンプソン（en）が1884年にニューヨークのコニーアイランドで建設したもので、翌年には特許を取得。初期のローラーコースターは木製で、今日にも木製のコースターは少数ではあるが現存し稼働している。カートが宙返りするアイデアは19世紀フランスで実用化された。アメリカでも1895年にはコニーアイランドの一角に建設されたシーライオンパーク（en）にて360度回転型の先駆けとなる垂直回転型のコースター「フリップ・フラップ」が導入されたが、乗客のむち打ち症が続発し撤去されている。1901年、アメリカで宙返りするためのループが円形でなく逆しずく形にする工夫が考案され、より体負担が少ない形で宙返りが可能となった。しかし、当時のループは小さく一度に回れるカートは1台だけで商業的に合わず、ループは普及しなかった。ローラーコースター自体は1920年代にはアメリカで2千近く造られたものの、1930年代には大恐慌の影響でブームは去った。
日本では1890年（明治23年）の第3回内国勧業博覧会（上野）で「自動鉄道」（ローラーコースター）が初上陸し秋に大阪の今宮臥龍館に移設した。1925年（大正14年）に多摩川園に常設の「陸上波乗」（ローラーコースター）が設置された。1935年（昭和10年）にはあやめ池遊園地に設置された。
1952年（昭和27年）12月には宝塚新温泉遊園地（後の宝塚ファミリーランド）に「ウエーブコースター」という名前で初めて常設された。これは、アメリカから輸入されたコースターであるともいわれる。国産初のローラーコースターは、山田貞一が開発して東洋娯楽機により製造され、現存する中で最古のものが浅草花やしきにある「ローラーコースター」である。
1955年（昭和30年）7月9日に開園した後楽園ゆうえんちではジェット機にちなんでジェットコースターという名前が付けられ人気になる。この設計・開発は新明和工業（川西航空機）が戦前からの航空機開発の技術を生かして作った。ここから「ジェットコースター」という名称が一般的に使用されるようになり、この日を「ジェットコースターの日」と定められた。
1959年（昭和34年）にはディズニーランドにてアロー・ディベロップメント社の開発によりパイプ型レールと樹脂素材の車輪を初めて取り入れたコースター「マッターホーン・ボブスレー」が登場し、快適性と設計の自由度が高まることとなる。木製ではなく初めての鋼鉄チューブ製レールによるローラーコースターであった。
1975年には同じくアロー社により初のらせん状の360度回転型のコースター「コークスクリュー」が登場し、1976年には垂直ループ型も登場した。1977年（昭和52年）（3月13日から営業開始）には谷津遊園にて日本で初めて導入。また1978年にはアントン・シュワルツコフとインタミン社の開発による初の近代的な垂直360度回転式コースター「レボリューション」も導入され、これをきっかけに1980年代から2000年代（現在）にかけて、遊園地の目玉アトラクションとして大規模なローラーコースターが各地で設置される。
20世紀後半には1984年導入の「XLR-8」（en）を初めとした吊り下げ式や、チェーンによる巻き上げや重力降下に代わるリニアモーターによる加速システムといった新機軸が打ち出され、スピード・全長・規模の記録を更新する試みが続く一方で導入コストの上昇も見られている。
2007年（平成19年）5月5日にエキスポランドのスタンディングコースター「風神雷神II」が、営業運転走行中に車軸が断裂し、車体が脱線後大きく傾斜したことで乗客の女性1人が死亡、他の乗客も重軽傷を負う事故が発生した。整備不良（耐久性など構造上の不備とも言われている）を原因としたことから、他の遊園地施設のコースターでも徹底的な点検を行うこととなり、中長期間運休する事態が各所で発生した。
サウジアラビアで世界最速（時速250キロ超）・最長（4キロ）を目指したコースターが建設されているが、2025年7月現在、開園時期は未定である。

## 事故
| 日付                         | 国             | 施設                                                           | 事故時の状況 | 事故内容                                                                                | 原因 | 備考                                |
| ---------------------------- | -------------- | -------------------------------------------------------------- | ------------ | --------------------------------------------------------------------------------------- | --- | ----------------------------------- |
| 1986年9月7日                 | 日本           | ルーピングスター （ナガシマスパーランド）                      | 営業中       | 停止中の車両に後続車両が衝突。42名が負傷                                                | 係員が後続車への減速操作を怠った                                                                        |                                     |
| 1998年4月26日                | 日本           | ダブルループコースター （神戸ポートピアランド）                | 営業中       | 前方の無人車両に後方の有人車両が衝突。22名が負傷                                        | 減速区間での減速が不十分                                                                                | 2006年、閉園に伴い撤去              |
| 2003年8月23日                | 日本           | スチールドラゴン2000 （ナガシマスパーランド）                  | 営業中       | 走行中の車両から車輪が脱落。乗客1名・周辺のプール利用客1名が重傷                        | |                                     |
| 2003年12月5日                | 日本           | スペース・マウンテン （東京ディズニーランド）                  | 営業中       | 車軸が折れ、脱線。搭乗中のゲスト12人にけがはなし。                                      | 仕様に合致しないサイズの車軸が納品・使用されていた。                                                    | 2024年営業終了                      |
| 2007年5月5日                 | 日本           | 風神雷神II （エキスポランド）                                  | 営業中       | 車両が45度傾斜して手すりと衝突。1人が死亡、19人がけが。                                 | 車軸の金属疲労による折損。                                                                              | 2008年3月撤去                       |
| 2007年9月23日                | 日本           | ブラックアウト （鈴鹿サーキット）                              | 営業中       | 女児が振動により胸部骨折。                                                              | | 2008年1月撤去                       |
| 2007年12月31日               | 日本           | タイタンV （スペースワールド）                                 | 営業中       | 連結器が外れ後続車が前方車両に追突し、乗客13人が軽傷                                    | | 2018年、閉園に伴い撤去              |
| 2010年5月25日                | 日本           | ピレネー （パルケエスパーニャ）                                | 営業中       | 男児が安全レバーで顔を打ち、右目の眼窩底を骨折する大けが                                | |                                     |
| 2010年12月5日                | 日本           | サンダードルフィン （東京ドームシティアトラクションズ）        | 営業中       | 走行中の車両から部品が落下した後地面で跳ね返り、下を歩いていた女児に当たり軽傷          | |                                     |
| 2011年1月30日                | 日本           | スピニングコースター舞姫 （東京ドームシティアトラクションズ）  | 営業中       | 約8メートルの高さから客が転落し死亡                                                     | 安全バーのロックが不十分だったとみられている                                                            | 2011年撤去                          |
| 2011年3月29日                | 日本           | ブラワーエンジン （としまえん）                                | 営業中       | 女性がジェットコースターと乗降場ホーム部分との間に左足を挟まれ重傷                      | |                                     |
| 2012年4月29日                | 日本           | ええじゃないか （富士急ハイランド）                            | 営業中       | 走行中の車両からボルトが落下し、下を歩いていた女性の額に当たり軽傷                      | 車両の逆走防止装置のボルトに、局所的に力が加わったことによる金属疲労とみられている                      |                                     |
| 2012年５月28日               | 日本           | レイジングスピリッツ （東京ディズニーシー）                    | 営業中       | 安全バーが上がった状態のまま発車し、車両から飛び降りた男性が、右足を捻挫するなどの軽傷  | 安全バーを下げない状態で出発させた                                                                      |                                     |
| 2012年6月17日                | 日本           | 軽井沢おもちゃ王国                                             | 営業中       | 車両から男児が転落して重傷                                                              | |                                     |
| 2012年6月27日                | 日本           | マッドマウス （ルスツリゾート）                                | 営業中       | 走行中の車両が起終点で減速せず玉突きし5名が軽傷                                         | 近接センサーの経年劣化によるブレーキ不具合                                                              |                                     |
| 2012年9月8日                 | 日本           | ジェットコースター 郡山カルチャーパーク                        | 点検中       | 作業員が軌道上で点検中にコースターと軌道の間に挟まれ死亡                                | |                                     |
| 2012年9月30日                | 日本           | ループ・スクリューコースター （西武園ゆうえんち）              | 営業中       | 2両目の前列右側の座席に座っていた客の安全バーのロックが走行中に外れた。怪我はなかった。 | 経年劣化による保安部品の劣化。開業以来部品交換を行っていなかった。                                      | 2017年撤去                          |
| 2013年2月8日                 | 日本           | シャトルループ （ナガシマスパーランド）                        | 点検中       | 試運転中に安全バーのロックがかかっていなかったため、従業員が落下                        | 安全バーの確認不十分                                                                                    |                                     |
| 2013年4月30日                | 日本           | スペースコースター （三国ワンダーランド）                      | 営業中       | 男児が転落し重傷                                                                        | ベルトの確認ミス。ベルト自体が機能していなかった疑いあり。同コースターは過去にも3回事故を起こしている。 | 翌月遊具5基に使用禁止命令           |
| 2015年5月2日                 | 日本           | サンダーコースター （那須ハイランドパーク）                    | 営業中       | 部品の一部落下して付近にいた男性に当たり軽傷                                            | | 2017年営業終了                      |
| 2015年5月18日                | 日本           | レディーバードコースター （NEWレオマワールド）                 | 営業中       | 骨折事故が発生                                                                          | |                                     |
| 2015年6月13日                | 日本           | レディーバードコースター （NEWレオマワールド）                 | 営業中       | 従業員が急カーブで体を揺さぶられ車両内に体を強く打ち付け肋骨を折る重傷                  | |                                     |
| 2015年8月13日                | アメリカ合衆国 | ラプター （シダーポイント）                                    | 営業中       | フェンスで囲まれた立入制限区域に進入した男性がコースターと衝突して死亡                  | |                                     |
| 2017年7月17日                | 日本           | ド・ドドンパ （富士急ハイランド）                              | 営業中       | 走行中に乗客7人を乗せた状態でループを回りきれず逆走、その後カーブの所で横向きに停止     | 走行中にタイヤの1本がパンク                                                                             |                                     |
| 2017年8月12日                | 日本           | ウルトラツイスター （鷲羽山ハイランド）                        | 営業中       | 身体を抑える安全バーが外れ、姿勢を崩した乗客1名が施設の構造物と接触してやけど           | |                                     |
| 2017年8月12日                | 日本           | ジュピター （城島高原パーク）                                  | 点検中       | 試運転中に作業員2人がはねられ1人死亡                                                    | |                                     |
| 2018年6月16日                | アメリカ合衆国 | ローラーコースター （デイトナビーチ・ボードウォーク）          | 営業中       | 脱線して乗客2人が約10メートル下の地面に転落                                             | |                                     |
| 2019年5月12日                | 日本           | スタンディングコースター （鷲羽山ハイランド）                  | 営業中       | 最後部の座席のパーツが外れて落下、怪我人なし                                            | |                                     |
| 2019年8月4日                 | 日本           | サーフコースター リヴァイアサン （横浜・八景島シーパラダイス） | 営業中       | 止まっていた無人の車両に追突、男女2人が太ももを打つ軽傷                                 | |                                     |
| 2020年12月18日- 2021年8月8日 | 日本           | ド・ドドンパ （富士急ハイランド）                              | 営業中       | 期間中12件の骨折・捻挫                                                                  | 乗客が頭を座席に当てず前傾姿勢で乗車 車両と頭の共振による加速度の増幅                                   | 2024年廃止                          |
| 2021年8月15日                | アメリカ合衆国 | トップ・スリル・ドラッグスター （シダーポイント）              | 営業中       | 走行中の車両から金属部品が剥離し女性1名が頭を打ち重傷                                   | | 2022年廃止後、トップスリル2に改造。 |
| 2022年3月7日                 | 日本           | ジャングルマウス （浜名湖パルパル）                            | 営業中       | 乗客の一人がホームに戻ってきて停止する際に安全バーに胸部を強く打ち、全治4週間の重傷     | |                                     |
| 2022年4月・6月               | 日本           | ジェットコースター ディスカバリー （リナワールド）             | 営業中       | 4月に男性1名が肋骨、6月に女児1名がカーブで車体に体を打ち鎖骨を骨折                      | 客席の安全設備不足により身体が大きく振られた                                                            |                                     |
| 2022年7月                    | 日本           | スーパーコースター （リナワールド）                            | 営業中       | 男児1名が車体に体を打ち鎖骨を骨折                                                       | 客席の安全設備不足により身体が大きく振られた                                                            | 2023年廃止                          |
| 2025年2月28日                | 日本           | ええじゃないか （富士急ハイランド）                            | 点検中       | 男性社員が点検作業中、動き出した車両とレールの間に挟まれ死亡                            | 他従業員による誤操作                                                                                    |                                     |

## 安全性
初期のコースターは時速10キロ以下であったので安全バーがなくとも問題はなかった。1907年、高速のコースターが現れ、本格的な安全バーが導入された。さらに1970年代、アロー社は、2回宙返りを行うコークスクリューを作ろうとしたことにより、創業メンバーの子息デイナ・モーガンがレーシングカーの体を固定するベルトであるハーネスを研究、装着がスピーディに行えるようパッドのついたスチール製バーで型の上の方から固定する仕組みを工夫した。現在は、体の負担やスリル感を増すため、肩以外で固定するタイプも現れている。20世紀初めは車輪の数は少なく、1台に4つの車輪で車輪両側はへりが突き出てレールを挟む格好であった。車両がレールから放り出されないようスピード調整する運転手が付いていることもあった。1919年、ジョン・ミラーが小型の車輪でレールの上に乗せるだけでなく、横や下にも取付け、3方向から包むようにし、カーブ・横回転中や宙返りでの安全を保てるようにした。
シートベルト、ハーネス、膝抑え、安全バー等様々な種類の安全性に関わる拘束装置があるが、形状や性能が十分でない拘束装置を原因とする事故が指摘され、国土交通省の改善指示で横滑り防止措置などの設置が行われる場合がある。
アメリカで1987‐2000年に発生した機械遊具事故の死亡者は16人で、他の回転型遊戯施設（10人）・ウォーターシュート（7人）などより高い数字となっている。

### 対策
アメリカでは、地方自治体がプロフェッショナル・エンジニアを建築指導課に置き、毎月・隔月で点検を行っている。
遊具の安全規格が各国に設置されている。
- ASTM International : F 2291- 08
- European Standard（英語版） : EN 13814

## 健康
身長制限や妊娠中や心臓に問題のある人を乗せない注意書きが見られる。

### リスク
動揺病（乗り物酔い）
嘔気や気分不良などが見られる。
心血管系への悪影響
ドイツ・マンハイム大学病院の調査ではハースロッホの遊園地「Holiday Park」内のジェットコースター「Expedition GeForce」の乗客55人を調査し、内24人に乗車後最大5分の洞性不整脈が見られ、その中には心房細動、非持続性心室頻（NSVT）が発生したケースも見られた。
頭への影響（roller coaster headacheなど）
ローラーコースター搭乗後に起きる頭痛を roller coaster headache と呼ぶ。硬膜下血腫、くも膜下出血、髄液漏出症候群などの報告がある。

### 改善
- 尿路結石（ローラーコースター療法と呼ばれる、ローラーコースターを使った療法が発表されている）[53]